# Pluck
Pluck – system zarządzania treścią (ang. Content Management System) udostępniany na licencji GNU/GPL wykorzystywany do tworzenia prostych serwisów internetowych.
Pluck jest prostym systemem zarządzania treścią, w całości napisanym w języku PHP. Jest darmowym programem z jawnym kodem źródłowym tworzonym pod licencją GPL.
Podstawowe zalety CMS Pluck:
- prosta edycja treści (podobnie jak w wordzie, czy open office)
- centrum zarządzania wyposażone w intuicyjny interfejs
- skórki tematyczne
- modułowa budowa
- obsługa wielu języków
- brak bazy danych - (ang. flatfile)
- kompatybilność ze standardem WC3

Zespół developerów Plucka:
- Sander Thijsen (lider projektu)
- Anders Jørgensen
- Bogumił Cieniek
- Bill Creswell

W 2014 roku kod źródłowy został przeniesiony z serwisu launchpad na github.